# Danh sách Thủ tướng Hy Lạp
Dưới đây là danh sách những người đứng đầu chính phủ của nhà nước Hy Lạp hiện đại từ thời kỳ cách mạng Hy Lạp cho đến nay. Dù nhiều tên gọi chính thức và cả không chính thức được sử dụng trong thời kỳ đầu độc lập đã được sử dụng, danh xưng Thủ tướng ở nhà nước Hi Lạp độc lập mới trở thành danh xưng chính thức cho chức vụ này kể từ năm 1843. Vì lý do là lịch Gregory được Hy Lạp chính thức chấp thuận vào ngày 16 tháng 2 năm 1923 (ngày 1 tháng 3 theo lịch mới), tất cả những ngày tháng trước thời điểm này sử dụng ngày tháng theo kiểu lịch cũ.

## Kí hiệu màu
| Chính phủ đặc biệt                       | Chính phủ đặc biệt                   | Chính phủ đặc biệt                  | Chính phủ đặc biệt                    | Chính phủ đặc biệt                                                                      | Chính phủ đặc biệt                                                                      |
| ---------------------------------------- | ------------------------------------ | ----------------------------------- | ------------------------------------- | --------------------------------------------------------------------------------------- | --------------------------------------------------------------------------------------- |
| Chính phủ quân quản                      | Chính phủ quân quản                  | Chính phủ tạm quyền                 | Chính phủ tạm quyền                   | Chính phủ đối lập (Không được công nhận bởi quốc tế hoặc không kiểm soát thủ đô Athens) | Chính phủ đối lập (Không được công nhận bởi quốc tế hoặc không kiểm soát thủ đô Athens) |
| Chính phủ quân quản                      | Chính phủ quân quản                  | Chính phủ Cộng tác với phe Phát xít |                                       | Chính phủ đối lập (Không được công nhận bởi quốc tế hoặc không kiểm soát thủ đô Athens) | Chính phủ đối lập (Không được công nhận bởi quốc tế hoặc không kiểm soát thủ đô Athens) |
| Thành phần đảng                          |                                      |                                     |                                       |                                                                                         |                                                                                         |
|                                          | Đảng thân Nga                        |                                     | Đảng thân Anh                         |                                                                                         | Đảng thân Pháp                                                                          |
|                                          | Đảng Dân tộc                         |                                     | Tân Đảng                              |                                                                                         | Đảng Uỷ ban Quốc gia                                                                    |
|                                          | Đảng Tự do                           |                                     | Đảng Nhân dân                         |                                                                                         | Đảng Cộng sản                                                                           |
|                                          | Liên minh Trung tả Cấp tiến Quốc gia |                                     | Đảng Mặt trận Hy Lạp                  |                                                                                         | Liên minh Cấp tiến Quốc gia                                                             |
|                                          | Đảng Tư tưởng Tự do                  |                                     | Đảng Dân chủ Xã hội                   |                                                                                         | Đảng Liên minh Quốc gia                                                                 |
|                                          | Đảng Trung dung Tự do Dân chủ        |                                     | Đảng Nông nghiệp và Công nhân         |                                                                                         | Đảng Cấp tiến                                                                           |
|                                          | Đảng Thứ ba                          |                                     | Đảng Quốc gia                         |                                                                                         | Đảng Cấp tiến Quốc gia                                                                  |
|                                          | Liên minh Trung dung                 |                                     | Không đảng phái                       |                                                                                         | Quân đội (Trung lập)                                                                    |
|                                          | Đảng Xã hội                          |                                     | Không đảng phái                       |                                                                                         | Quân đội (Trung lập)                                                                    |
| Thành phần đảng (Đệ tam Cộng hòa Hy Lạp) |                                      |                                     |                                       |                                                                                         |                                                                                         |
|                                          | Tân Dân chủ (ND)                     |                                     | Phong trào Xã hội Panhellenic (PASOK) |                                                                                         | Liên minh Cánh tả Cấp tiến (SYRIZA)                                                     |

## Đệ Nhất Cộng hòa Hy Lạp (1822–1833)
Danh sách những người đứng đầu chính phủ của nhà nước Hy Lạp lâm thời trong cuộc chiến tranh giải phóng Hy Lạp cũng như là nhà nước Hy Lạp sau này.
| Tên (Sinh – mất)                                                                              | Chân dung                       | Nhiệm kỳ làm việc (Thời gian nhiệm kỳ)                    | Đảng phái chính trị             | Đảng phái chính trị             | Ghi chú |
| Chính phủ tạm quyền (1822–1827)                                                               | Chính phủ tạm quyền (1822–1827) | Chính phủ tạm quyền (1822–1827)                           | Chính phủ tạm quyền (1822–1827) | Chính phủ tạm quyền (1822–1827) | Chính phủ tạm quyền (1822–1827) |
| --------------------------------------------------------------------------------------------- | ------------------------------- | --------------------------------------------------------- | ------------------------------- | ------------------------------- | --- |
| Alexandros Mavrokordatos Αλέξανδρος Μαυροκορδάτος (11 tháng 2 năm 1791 – 18 tháng 8 năm 1865) | không khung                     | 15 tháng 1 năm 1822 – 25 tháng 4 năm 1823 1 năm, 100 ngày |                                 | Không đảng phái                 | Chủ tịch Uỷ ban hành pháp 1822. Theodoros Negris giữ chức "Chủ tịch Hội đồng Bộ trưởng" |
| Petrobey Mavromichalis Πετρόμπεης Μαυρομιχάλης (6 tháng 8 năm 1765 – 17 tháng 1 năm 1848)     | không khung                     | 26 tháng 04 năm 1823 – 5 tháng 1 năm 1824 254 ngày        |                                 | Không đảng phái                 | Chủ tịch Uỷ ban hành pháp 1823. |
| Georgios Kountouriotis Γεώργιος Κουντουριώτης (1782 – 13 tháng 3 năm 1858)                    | không khung                     | 5 tháng 1 năm 1824 – 17 tháng 4 năm 1826 2 năm, 102 ngày  |                                 | Đảng thân Pháp                  | Chủ tịch Uỷ ban hành pháp 1824. Trong nhiệm kỳ của mình, do sức khỏe nên vị trí của ông được thay thế trong một thời gian ngắn bởi Anagnostis Oikonomou (23 tháng 12 năm 1824 – 6 tháng 2 năm 1825). |
| Andreas Zaimis Ανδρέας Ζαΐμης (1791 – 4 tháng 5 năm 1840)                                     | không khung                     | 18 tháng 4 năm 1826 – 26 tháng 3 năm 1827 342 ngày        |                                 | Không đảng phái                 | Chủ tịch Uỷ ban Chính phủ Hi Lạp 1826. |
| George Mavromichalis Γεώργιος Μαυρομιχάλης (1800 – 22 tháng 10 năm 1831)                      | không khung                     | 3 tháng 4 năm 1827 – 20 tháng 1 năm 1828 292 ngày         |                                 | Không đảng phái                 | Phó Chủ tịch Uỷ ban chống Chính phủ Hi Lạp 1826 – 1827. Cai trị dưới quyền Thống đốc Hy Lạp được chỉ định là Ioannis Kapodistrias trước khi ông này đến Hi Lạp. |
| Nhà nước Hi Lạp (1828–1832)                                                                   |                                 |                                                           |                                 |                                 | |
| Ioannis Kapodistrias Ἰωάννης Καποδίστριας (10 tháng 2 năm 1776 – 27 tháng 9 năm 1831)         | không khung                     | 18 tháng 1 năm 1828 – 27 tháng 9 năm 1831 3 năm, 252 ngày |                                 | Đảng thân Nga                   | Thống đốc Hi Lạp, người đứng đầu Nhà nước và Chính phủ Hi Lạp. Bị ám sát ngày 9 tháng 10 năm 1831. (27 tháng 9 theo lịch cũ O.S). |
| Augustine Kapodistrias Αυγουστίνος Καποδίστριας (1778 – Tháng 5 năm 1857)                     | không khung                     | 9 tháng 10 năm 1831 – 28 tháng 3 năm 1832 171 ngày        |                                 | Đảng thân Nga                   | Chủ tịch Uỷ ban Hành chính Hy Lạp 1831, một cơ quan hành chính gồm có 3 thành viên (hai người còn lại là Ioannis Kolettis và Theodoros Kolokotronis). Từ ngày 8 tháng 12 năm 1831 đến 15 tháng 3 năm 1832 ông giữ chức "Chủ tịch Chính phủ Hy Lạp". Từ ngày 15 tháng 3 năm 1832 được chỉ định làm "Thống đốc Hi Lạp" cho đến khi vua Othon đến. Tuy nhiên ông bất ngờ từ chức vào ngày 28 tháng 3 và đi đến Corfu, cùng thời điểm với cuộc đảo chính của Kolettis. |
| Uỷ ban Hành chính Hy Lạp 1832                                                                 | không khung                     | 28 tháng 3 năm 1832 – 24 tháng 1 năm 1833 303 ngày        |                                 |                                 | Chính phủ tạm quyền, được thành lập để điều hành quốc gia trực tiếp cho đến khi vua Othon đến. |

## Vương quốc Hi Lạp – Nhà Wittelsbach (1833–1862)
Danh sách những người đứng đầu chính phủ của Vương quốc Hy Lạp dưới vương triều nhà Wittelsbach.
| Tên (Sinh – mất)                                                                                     | Chân dung   | Bầu cử    | Nhiệm kỳ làm việc (Thời gian nhiệm kỳ)                     | Đảng phái chính trị | Đảng phái chính trị | Ghi chú |
| --- | ----------- | --------- | ---------------------------------------------------------- | ------------------- | ------------------- | --- |
| Spyridon Trikoupis Σπυρίδων Τρικούπης (20 tháng 4 năm 1788 – 24 tháng 2 năm 1873)                    | không khung | —         | 25 tháng 1 năm 1833 – 12 tháng 10 năm 1833 260 ngày        |                     | Đảng thân Anh       | Chủ tịch Hội đồng Bộ trưởng. |
| Alexandros Mavrokordatos Αλέξανδρος Μαυροκορδάτος (11 tháng 2 năm 1791 – 18 tháng 8 năm 1865)        | không khung | —         | 12 tháng 10 năm 1833 – 31 tháng 5 năm 1834 231 ngày        |                     | Đảng thân Anh       | Chủ tịch Hội đồng Bộ trưởng, từ nhiệm do bất đồng ý kiến với nhiếp chính. |
| Ioannis Kolettis Ιωάννης Κωλέττης (1787/1788 – 31 tháng 8/17 tháng 9 năm 1847)                       | không khung | —         | 31 tháng 5 năm 1834 – 20 tháng 5 năm 1835 354 ngày         |                     | Đảng thân Pháp      | Chủ tịch Hội đồng Bộ trưởng. |
| Joseph Ludwig von Armansperg Ιωσήφ Λουδοβίκος Άρμανσπεργκ (21 tháng 2 năm 1787 – 3 tháng 4 năm 1853) | không khung | —         | 20 tháng 5 năm 1835 – 2 tháng 2 năm 1837 1 năm, 258 ngày   |                     |                     | Thư ký Nhà nước tối cao. |
| Ignaz von Rudhart Ιγνάτιος φον Ρούντχαρτ (17 tháng 3 năm 1790 – 11 tháng 5 năm 1838)                 | không khung | —         | 2 tháng 2 – 8 tháng 12 năm 1837 309 ngày                   |                     |                     | Thư ký Nhà nước tối cao. |
| Vua Othon Βασιλεύς Όθων (1 tháng 6 năm 1815 – 26 tháng 7 năm 1867)                                   | không khung | —         | 8 tháng 12 năm 1837 – 24 tháng 6 năm 1842 3 năm, 198 ngày  |                     |                     | Trực tiếp đứng đầu Nội các. |
| Alexandros Mavrokordatos Αλέξανδρος Μαυροκορδάτος (11 tháng 2 năm 1791 – 18 tháng 8 năm 1865)        | không khung | —         | 24 tháng 6 – 10 tháng 8 năm 1841 47 ngày                   |                     | Đảng thân Anh       | Thư ký Nhà nước tối cao, được Othon mời về thành lập chính phủ mới khi còn đang làm đại sứ tại Anh. Từ nhiệm sau khi đề xuất cải cách không thành công.                                                                                                |
| Vua Othon Βασιλεύς Όθων (1 tháng 6 năm 1815 – 26 tháng 7 năm 1867)                                   | không khung | —         | 10 tháng 8 năm 1841 – 3 tháng 9 năm 1843 3 năm, 198 ngày   |                     |                     | Trực tiếp đứng đầu Nội các cho đến cuộc cách mạng 3 tháng 9 năm 1843. |
| Quân chủ lập hiến (1843–1862)                                                                        |             |           |                                                            |                     |                     | |
| Andreas Metaxas Ανδρέας Μεταξάς (1790 – 8 tháng 9 năm 1860)                                          | không khung | 1843      | 3 tháng 9 năm 1843 – 16 tháng 2 năm 1844 166 ngày          |                     | Đảng thân Nga       | Đứng đầu Nội các tạm quyền sau cách mạng 3 tháng 8 năm 1843. Được bầu cử vào Hội đồng Lập hiến. |
| Konstantinos Kanaris Κωνσταντίνος Κανάρης (1793 – 2 tháng 9 năm 1877)                                | không khung | —         | 16 tháng 2 – 30 tháng 3 năm 1844 43 ngày                   |                     | Đảng thân Nga       | Nội các tạm quyền. Hiến pháp 1844 được thông qua. |
| Alexandros Mavrokordatos Αλέξανδρος Μαυροκορδάτος (11 tháng 2 năm 1791 – 18 tháng 8 năm 1865)        | không khung | —         | 30 tháng 3 – 6 tháng 8 năm 1844 129 ngày                   |                     | Đảng thân Anh       | Nội các tạm quyền cho cuộc bầu cử nămc 1844. |
| Ioannis Kolettis Ιωάννης Κωλέττης (1787/1788 – 31 tháng 8/17 tháng 9 năm 1847)                       | không khung | 1844 1847 | 6 tháng 8 năm 1844 – 31 tháng 8 năm 1847 3 năm, 25 ngày    |                     | Đảng thân Pháp      | Mất trong khi tại nhiệm. |
| Kitsos Tzavelas Κίτσος Τζαβέλας (1787/1788 – 31 tháng 8/17 tháng 9 năm 1847)                         | không khung | —         | 5 tháng 9 năm 1847 – 8 tháng 3 năm 1848 185 ngày           |                     | Đảng thân Pháp      | Là phụ tá cho Othon và được Othon đề cử chức vụ này để kế nhiệm Kolettis. |
| Georgios Kountouriotis Γεώργιος Κουντουριώτης (1782 – 13 tháng 3 năm 1858)                           | không khung | —         | 8 tháng 3 – 15 tháng 8 năm 1848 160 ngày                   |                     | Đảng thân Pháp      | Đứng đầu nội các gồm các thành viên từ các đảng thân Nga và thân Pháp. |
| Konstantinos Kanaris Κωνσταντίνος Κανάρης (1793 – 2 tháng 9 năm 1877)                                | không khung | —         | 15 tháng 8 năm 1848 – 12 tháng 12 năm 1849 1 năm, 119 ngày |                     | Đảng thân Nga       | |
| Antonios Kriezis Αντώνιος Κριεζής (1796 – 1 tháng 4 năm 1865)                                        | không khung | 1850 1853 | 12 tháng 12 năm 1849 – 16 tháng 5 năm 1854 4 năm, 155 ngày |                     | Đảng thân Anh       | Chính phủ từ chức do áp lực từ các Siêu cường, nổi bật trong số này là cuộc đổ bộ của lính Pháp lên Piraeus nhằm đảm bảo Hy Lạp trung lập trong chiến tranh Krym.                                                                                      |
| Alexandros Mavrokordatos Αλέξανδρος Μαυροκορδάτος (11 tháng 2 năm 1791 – 18 tháng 8 năm 1865)        | không khung | —         | 16 tháng 5 năm 1854 – 22 tháng 9 năm 1855 1 năm, 37 ngày   |                     | Đảng thân Anh       | Nội các của ông còn có tên gọi khác là "Nội các Chiếm đóng" do việc thành lập Nội các sau sự chiếm đóng của người Pháp. |
| Dimitrios Voulgaris Δημήτριος Βούλγαρης (20 tháng 12 năm 1802 – 29 tháng 12 năm 1877)                | không khung | 1856      | 22 tháng 9 năm 1855 – 13 tháng 11 năm 1857 2 năm, 52 ngày  |                     | Đảng thân Pháp      | |
| Athanasios Miaoulis Αθανάσιος Μιαούλης (1815 – 7 tháng 6 năm 1867)                                   | không khung | 1859 1861 | 13 tháng 11 năm 1857 – 26 tháng 5 năm 1862 4 năm, 194 ngày |                     | Quân đội            | Nội các bị giải tán trước cuộc bầu cử năm 1859. Konstantinos Kanaris tuy vậy lại không thể thành lập chính phủ mới và Miaoulis tái nhậm chức ngày 29 tháng 5 năm 1859.                                                                                 |
| Gennaios Kolokotronis Γενναίος Κολοκοτρώνης (1815 – 7 tháng 6 năm 1867)                              | không khung | —         | 26 tháng 5 – 11 tháng 10 năm 1862 138 ngày                 |                     | Quân đội            | Từ nhiệm do Othon thoái vị sau cách mạng 23 tháng 10 năm 1860. |
| Nhiếp chính (1862–1863)                                                                              |             |           |                                                            |                     |                     | |
| Dimitrios Voulgaris Δημήτριος Βούλγαρης (20 tháng 12 năm 1802 – 29 tháng 12 năm 1877)                | không khung | 1862      | 11 tháng 10 năm 1862 – 9 tháng 2 năm 1863 121 ngày         |                     | Đảng thân Pháp      | Đứng đầu chính phủ tạm quyền. Được bầu vào quốc hội Hy Lạp. |
| Aristides Moraitinis Αριστείδης Μωραϊτίνης (1806 – 1875)                                             | không khung | —         | 9 – 13 tháng 2 năm 1863 4 ngày                             |                     | Đảng thân Nga       | Chủ tịch Quốc hội. |
| Zenovios Valvis Ζηνόβιος Βάλβης (1810 – 25 tháng 8 năm 1886)                                         | không khung | —         | 13 tháng 2 – 25 tháng 3 năm 1863 40 ngày                   |                     | Không đảng phái     | Đứng đầu chính phủ tạm quyền, được bổ nhiệm bởi quốc hội Hy Lạp. |
| Diomidis Kyriakos Διομήδης Κυριακός (1811 – 1869)                                                    | không khung | —         | 27 tháng 3 – 29 tháng 4 năm 1863 33 ngày                   |                     | Không đảng phái     | Đứng đầu chính phủ tạm quyền, được bổ nhiệm bởi quốc hội Hy Lạp. |
| Benizelos Roufos Μπενιζέλος Ρούφος (1795 – 18 tháng 3 năm 1868)                                      | không khung | —         | 29 tháng 4 – 18 tháng 10 năm 1863 170 ngày                 |                     | Đảng thân Pháp      | Đứng đầu chính phủ tạm quyền, được bổ nhiệm bởi quốc hội Hy Lạp. Giữa 19 và 21 tháng 6 thì ông bị Hội đồng nhà nước Hi Lạp dưới quyền Diomidis Kyriakos cách chức do vấn đề liên quan đến các cuộc xung đột vũ trang nội bộ với tên gọi là "Iouniana". |

## Vương quốc Hi Lạp – Nhà Glücksburg (1863–1924)
Danh sách những người đứng đầu chính phủ của Vương quốc Hy Lạp dưới vương triều nhà Glücksburg (lần thứ nhất).
| Tên (Sinh – mất)                                                                              | Chân dung   | Bầu cử                                                    | Nhiệm kỳ làm việc (Thời gian nhiệm kỳ)                     | Đảng phái chính trị | Đảng phái chính trị | Ghi chú |
| --------------------------------------------------------------------------------------------- | ----------- | --------------------------------------------------------- | ---------------------------------------------------------- | ------------------- | --- | --- |
| Dimitrios Voulgaris Δημήτριος Βούλγαρης (20 tháng 12 năm 1802 – 29 tháng 12 năm 1877)         | không khung | —                                                         | 18 tháng 10 năm 1863 – 6 tháng 3 năm 1864 150 ngày         |                     | Đảng thân Pháp | |
| Konstantinos Kanaris Κωνσταντίνος Κανάρης (1793 – 2 tháng 9 năm 1877)                         | không khung | —                                                         | 6 tháng 3 – 16 tháng 4 năm 1864 41 ngày                    |                     | Đảng thân Nga | Hiến pháp mới được ban hành |
| Zenovios Valvis Ζηνόβιος Βάλβης (1810 – 25 tháng 8 năm 1886)                                  | không khung | —                                                         | 16 tháng 4 – 26 tháng 7 năm 1864 101 ngày                  |                     | Không đảng phái | |
| Konstantinos Kanaris Κωνσταντίνος Κανάρης (1793 – 2 tháng 9 năm 1877)                         | không khung | 1865                                                      | 26 tháng 7 năm 1864 – 26 tháng 2 năm 1865 215 ngày         |                     | Đảng thân Nga | |
| Alexandros Koumoundouros Αλέξανδρος Κουμουνδούρος (4 tháng 2 năm 1815 – 26 tháng 2 năm 1883)  | không khung | —                                                         | 2 tháng 3 – 20 tháng 10 năm 1865 232 ngày                  |                     | Đảng Dân tộc | |
| Epamineondas Deligeorgis Επαμεινώνδας Δεληγεώργης (1829 – 18 tháng 5 năm 1879)                | không khung | —                                                         | 20 tháng 10 năm 1865 – 03 tháng 11 năm 1865 14 ngày        |                     | Đảng Uỷ ban Quốc gia | |
| Dimitrios Voulgaris Δημήτριος Βούλγαρης (20 tháng 12 năm 1802 – 29 tháng 12 năm 1877)         | không khung | —                                                         | 3 – 6 tháng 11 năm 1865 3 ngày                             |                     | Không đảng phái | |
| Alexandros Koumoundouros Αλέξανδρος Κουμουνδούρος (4 tháng 2 năm 1815 – 26 tháng 2 năm 1883)  | không khung | —                                                         | 6 – 13 tháng 11 năm 1865 7 ngày                            |                     | Đảng Dân tộc | |
| Epamineondas Deligeorgis Επαμεινώνδας Δεληγεώργης (1829 – 18 tháng 5 năm 1879)                | không khung | —                                                         | 13 – 28 tháng 11 năm 1865 15 ngày                          |                     | Đảng Uỷ ban Quốc gia | |
| Benizelos Roufos Μπενιζέλος Ρούφος (1795 – 18 tháng 3 năm 1868)                               | không khung | —                                                         | 28 tháng 11 năm 1865 – 9 tháng 6 năm 1866 193 ngày         |                     | Không đảng phái | |
| Dimitrios Voulgaris Δημήτριος Βούλγαρης (20 tháng 12 năm 1802 – 29 tháng 12 năm 1877)         | không khung | —                                                         | 9 tháng 6 – 18 tháng 12 năm 1866 192 ngày                  |                     | Không đảng phái | |
| Alexandros Koumoundouros Αλέξανδρος Κουμουνδούρος (4 tháng 2 năm 1815 – 26 tháng 2 năm 1883)  | không khung | —                                                         | 18 tháng 12 năm 1866 – 20 tháng 12 năm 1867 1 năm, 2 ngày  |                     | Đảng Dân tộc | |
| Aristides Moraitinis Αριστείδης Μωραϊτίνης (1806 – 1875)                                      | không khung | —                                                         | 20 tháng 12 năm 1867 – 25 tháng 1 năm 1688 36 ngày         |                     | Không đảng phái | |
| Dimitrios Voulgaris Δημήτριος Βούλγαρης (20 tháng 12 năm 1802 – 29 tháng 12 năm 1877)         | không khung | 1868                                                      | 25 tháng 1 năm 1688 – 25 tháng 1 năm 1869 1 năm, 0 ngày    |                     | Không đảng phái | |
| Thrasyvoulos Zaimis Θρασύβουλος Ζαΐμης (1825 – 27 tháng 10 năm 1880)                          | không khung | 1869                                                      | 25 tháng 1 năm 1869 – 9 tháng 7 năm 1870 1 năm, 178 ngày   |                     | Không đảng phái | |
| Epamineondas Deligeorgis Επαμεινώνδας Δεληγεώργης (1829 – 18 tháng 5 năm 1879)                |             | —                                                         | 9 tháng 7 – 3 tháng 12 năm 1870 147 ngày                   |                     | Đảng Uỷ ban Quốc gia | |
| Alexandros Koumoundouros Αλέξανδρος Κουμουνδούρος (4 tháng 2 năm 1815 – 26 tháng 2 năm 1883)  |             | —                                                         | 3 tháng 12 năm 1870 – 28 tháng 10 năm 1871 329 ngày        |                     | Đảng Dân tộc | |
| Thrasyvoulos Zaimis Θρασύβουλος Ζαΐμης (1825 – 27 tháng 10 năm 1880)                          |             | —                                                         | 28 tháng 10 – 25 tháng 12 năm 1871 58 ngày                 |                     | Không đảng phái | |
| Dimitrios Voulgaris Δημήτριος Βούλγαρης (20 tháng 12 năm 1802 – 29 tháng 12 năm 1877)         |             | 1872                                                      | 25 tháng 12 năm 1871 – 8 tháng 7 năm 1872 196 ngày         |                     | Không đảng phái | |
| Epamineondas Deligeorgis Επαμεινώνδας Δεληγεώργης (1829 – 18 tháng 5 năm 1879)                |             | 1873                                                      | 8 tháng 7 năm 1872 – 9 tháng 2 năm 1874 1 năm, 216 ngày    |                     | Đảng Uỷ ban Quốc gia | |
| Dimitrios Voulgaris Δημήτριος Βούλγαρης (20 tháng 12 năm 1802 – 29 tháng 12 năm 1877)         |             | 1874                                                      | 9 tháng 2 năm 1874 – 27 tháng 4 năm 1875 1 năm, 77 ngày    |                     | Không đảng phái | |
| Charilaos Trikoupis Χαρίλαος Τρικούπης (11 tháng 7 năm 1832 – 30 tháng 3 năm 1896)            |             | 1875                                                      | 27 tháng 4 – 15 tháng 10 năm 1875 171 ngày                 |                     | Tân Đảng | Nquyên tắc chính phủ đa số được ông giới thiệu. |
| Alexandros Koumoundouros Αλέξανδρος Κουμουνδούρος (4 tháng 2 năm 1815 – 26 tháng 2 năm 1883)  |             | —                                                         | 15 tháng 10 năm 1875 – 26 tháng 11 năm 1876 1 năm, 42 ngày |                     | Đảng Dân tộc | |
| Epamineondas Deligeorgis Επαμεινώνδας Δεληγεώργης (1829 – 18 tháng 5 năm 1879)                |             | —                                                         | 26 tháng 11 – 1 tháng 12 năm 1876 5 ngày                   |                     | Đảng Uỷ ban Quốc gia | |
| Alexandros Koumoundouros Αλέξανδρος Κουμουνδούρος (4 tháng 2 năm 1815 – 26 tháng 2 năm 1883)  |             | —                                                         | 1 tháng 12 năm 1876 – 26 tháng 2 năm 1877 87 ngày          |                     | Đảng Dân tộc | |
| Epamineondas Deligeorgis Επαμεινώνδας Δεληγεώργης (1829 – 18 tháng 5 năm 1879)                |             | —                                                         | 26 tháng 2 – 19 tháng 5 năm 1877 82 ngày                   |                     | Đảng Uỷ ban Quốc gia | |
| Alexandros Koumoundouros Αλέξανδρος Κουμουνδούρος (4 tháng 2 năm 1815 – 26 tháng 2 năm 1883)  |             | —                                                         | 19 – 26 tháng 5 năm 1877 7 ngày                            |                     | Đảng Dân tộc | |
| Konstantinos Kanaris Κωνσταντίνος Κανάρης (1793 – 2 tháng 9 năm 1877)                         |             | —                                                         | 26 tháng 5 – 2 tháng 9 năm 1877 99 ngày                    |                     | Không đảng phái | Chính phủ liên hiệp quốc gia được thành lập sau khi ông mất. Các bộ trưởng thay nhau nắm quyền cho đến khi nội các giải tán vào ngày 11 tháng 1 năm 1878.                            |
| Alexandros Koumoundouros Αλέξανδρος Κουμουνδούρος (4 tháng 2 năm 1815 – 26 tháng 2 năm 1883)  |             | —                                                         | 11 tháng 1 – 21 tháng 10 năm 1878 283 ngày                 |                     | Đảng Dân tộc | |
| Charilaos Trikoupis Χαρίλαος Τρικούπης (11 tháng 7 năm 1832 – 30 tháng 3 năm 1896)            |             | —                                                         | 21 – 26 tháng 10 năm 1878 5 ngày                           |                     | Tân Đảng | |
| Alexandros Koumoundouros Αλέξανδρος Κουμουνδούρος (4 tháng 2 năm 1815 – 26 tháng 2 năm 1883)  |             | 1879                                                      | 26 tháng 10 năm 1878 – 10 tháng 3 năm 1880 1 năm, 136 ngày |                     | Đảng Dân tộc | |
| Charilaos Trikoupis Χαρίλαος Τρικούπης (11 tháng 7 năm 1832 – 30 tháng 3 năm 1896)            |             | —                                                         | 10 tháng 3 – 13 tháng 10 năm 1880 217 ngày                 |                     | Tân Đảng | |
| Alexandros Koumoundouros Αλέξανδρος Κουμουνδούρος (4 tháng 2 năm 1815 – 26 tháng 2 năm 1883)  |             | 1881                                                      | 13 tháng 10 năm 1880 – 3 tháng 3 năm 1882 1 năm, 141 ngày  |                     | Đảng Dân tộc | |
| Charilaos Trikoupis Χαρίλαος Τρικούπης (11 tháng 7 năm 1832 – 30 tháng 3 năm 1896)            |             | —                                                         | 3 tháng 3 năm 1882 – 19 tháng 4 năm 1885 3 năm, 47 ngày    |                     | Tân Đảng | |
| Theodoros Diligiannis Θεόδωρος Δηλιγιάννης (2 tháng 1 năm 1820 – 13 tháng 6 năm 1905)         |             | 1885                                                      | 19 tháng 4 năm 1885 – 30 tháng 4 năm 1886 1 năm, 11 ngày   |                     | Đảng Dân tộc | |
| Dimitrios Valvis Δημήτριος Βάλβης (1808/1814 – 30 tháng 11 năm 1892)                          |             | —                                                         | 30 tháng 4 – 9 tháng 5 năm 1886 9 ngày                     |                     | Không đảng phái | |
| Charilaos Trikoupis Χαρίλαος Τρικούπης (11 tháng 7 năm 1832 – 30 tháng 3 năm 1896)            |             | 1887                                                      | 9 tháng 5 năm 1886 – 24 tháng 10 năm 1890 4 năm, 168 ngày  |                     | Tân Đảng | |
| Theodoros Diligiannis Θεόδωρος Δηλιγιάννης (2 tháng 1 năm 1820 – 13 tháng 6 năm 1905)         |             | 1890                                                      | 24 tháng 10 năm 1890 – 18 tháng 2 năm 1892 1 năm, 117 ngày |                     | Đảng Dân tộc | |
| Konstantinos Konstantopoulos Θεόδωρος Δηλιγιάννης (2 tháng 1 năm 1820 – 13 tháng 6 năm 1905)  |             | 1892                                                      | 18 tháng 2 – 10 tháng 6 năm 1892 113 ngày                  |                     | Đảng Dân tộc | |
| Charilaos Trikoupis Χαρίλαος Τρικούπης (11 tháng 7 năm 1832 – 30 tháng 3 năm 1896)            |             | —                                                         | 10 tháng 6 năm 1892 – 3 tháng 5 năm 1893 327 ngày          |                     | Tân Đảng | |
| Sotirios Sotiropoulos Σωτήριος Σωτηρόπουλος (1820 – 6 tháng 5 năm 18968)                      |             | —                                                         | 3 tháng 5 – 30 tháng 10 năm 1893 180 ngày                  |                     | Không đảng phái | |
| Charilaos Trikoupis Χαρίλαος Τρικούπης (11 tháng 7 năm 1832 – 30 tháng 3 năm 1896)            |             | —                                                         | 30 tháng 10 năm 1893 – 12 tháng 1 năm 1895 1 năm, 74 ngày  |                     | Tân Đảng | |
| Nikolaos Petrou Deligiannis Νικόλαος Πέτρου Δηλιγιάννης (1845 – 15 tháng 1 năm 1910)          |             | 1895                                                      | 12 tháng 1 – 31 tháng 5 năm 1895 139 ngày                  |                     | Đảng Dân tộc | |
| Theodoros Diligiannis Θεόδωρος Δηλιγιάννης (2 tháng 1 năm 1820 – 13 tháng 6 năm 1905)         |             | —                                                         | 31 tháng 5 năm 1895 – 18 tháng 4 năm 1897 1 năm, 322 ngày  |                     | Đảng Dân tộc | |
| Dimitrios Rallis Δημήτριος Ράλλης (1844 – 5 tháng 8 năm 1921)                                 |             | —                                                         | 18 tháng 4 – 21 tháng 9 năm 1897 156 ngày                  |                     | Không đảng phái | |
| Alexandros Zaimis Αλέξανδρος Ζαΐμης (9 tháng 11 năm 1855 – 15 tháng 9 năm 1936)               |             | 1899                                                      | 21 tháng 9 năm 1897 – 2 tháng 4 năm 1899 1 năm, 193 ngày   |                     | Đảng Dân tộc | |
| George Theotokis Γεώργιος Θεοτόκης (1844 – 12 tháng 1 năm 1916)                               |             | —                                                         | 2 tháng 4 năm 1899 – 12 tháng 11 năm 1901 2 năm, 224 ngày  |                     | Tân Đảng | |
| Alexandros Zaimis Αλέξανδρος Ζαΐμης (9 tháng 11 năm 1855 – 15 tháng 9 năm 1936)               |             | 1902                                                      | 12 tháng 11 năm 1901 – 24 tháng 11 năm 1902 1 năm, 12 ngày |                     | Đảng Dân tộc | |
| Theodoros Diligiannis Θεόδωρος Δηλιγιάννης (2 tháng 1 năm 1820 – 13 tháng 6 năm 1905)         |             | —                                                         | 24 tháng 11 năm 1902 – 14 tháng 6 năm 1903 202 ngày        |                     | Đảng Dân tộc | |
| George Theotokis Γεώργιος Θεοτόκης (1844 – 12 tháng 1 năm 1916)                               |             | —                                                         | 14 – 28 tháng 6 năm 1903 14 ngày                           |                     | Tân Đảng | |
| Dimitrios Rallis Δημήτριος Ράλλης (1844 – 5 tháng 8 năm 1921)                                 |             | —                                                         | 28 tháng 6 – 6 tháng 12 năm 1903 161 ngày                  |                     | Không đảng phái | |
| George Theotokis Γεώργιος Θεοτόκης (1844 – 12 tháng 1 năm 1916)                               |             | —                                                         | 6 tháng 12 năm 1903 – 16 tháng 12 năm 1904 1 năm, 10 ngày  |                     | Tân Đảng | |
| Theodoros Diligiannis Θεόδωρος Δηλιγιάννης (2 tháng 1 năm 1820 – 13 tháng 6 năm 1905)         |             | 1905                                                      | 16 tháng 12 năm 1904 – 31 tháng 5 năm 1905 166 ngày        |                     | Đảng Dân tộc | |
| Dimitrios Rallis Δημήτριος Ράλλης (1844 – 5 tháng 8 năm 1921)                                 |             | —                                                         | 12 tháng 6 – 8 tháng 12 năm 1905 179 ngày                  |                     | Không đảng phái | |
| George Theotokis Γεώργιος Θεοτόκης (1844 – 12 tháng 1 năm 1916)                               |             | 1906                                                      | 8 tháng 12 năm 1905 – 7 tháng 7 năm 1909 3 năm, 211 ngày   |                     | Tân Đảng | |
| Dimitrios Rallis Δημήτριος Ράλλης (1844 – 5 tháng 8 năm 1921)                                 |             | —                                                         | 7 tháng 7 – 15 tháng 8 năm 1909 39 ngày                    |                     | Không đảng phái | Đảo chính Goudi diễn ra bởi một tổ chức được tập hợp từ một số sĩ quan Hi Lạp với tên gọi là Liên minh Quân quản.                                                                    |
| Kyriakoulis Mavromichalis Κυριακούλης Μαυρομιχάλης (1849/1850 – 20 tháng 1 năm 1916)          |             | —                                                         | 15 tháng 8 năm 1909 – 18 tháng 1 năm 1910 156 ngày         |                     | Đảng Quốc gia | Bị giám sát bởi Liên minh Quân quản. |
| Stefanos Dragoumis Στέφανος Δραγούμης (1842 – 17 tháng 9 năm 1923)                            |             | Tháng 8 1910                                              | 18 tháng 1 – 6 tháng 10 năm 1910 110 ngày                  |                     | Không đảng phái | |
| Eleftherios Venizelos Ελευθέριος Βενιζέλος (23 tháng 4 năm 1864 – 17 tháng 9 năm 1923)        |             | Tháng 10 1910 1912                                        | 6 tháng 10 năm 1910 – 25 tháng 2 năm 1915 4 năm, 142 ngày  |                     | Đảng Tự do | Làm việc trong hai nhiệm kỳ bầu cử liên tiếp. Hiến pháp mới được ban hành. Từ nhiệm vì mâu thuẫn với vua Konstantinos I.                                                             |
| Dimitrios Gounaris Δημήτριος Γούναρης (5 tháng 1 năm 1867 – 15 tháng 11 năm 1922)             |             | Tháng 5 1915                                              | 25 tháng 2 – 10 tháng 8 năm 1915 166 ngày                  |                     | Đảng Nhân dân | |
| Eleftherios Venizelos Ελευθέριος Βενιζέλος (23 tháng 4 năm 1864 – 17 tháng 9 năm 1923)        |             | —                                                         | 10 tháng 8 – 24 tháng 9 năm 1915 45 ngày                   |                     | Đảng Tự do | Từ nhiệm vì mâu thuẫn với vua Konstantinos I liên quan đến việc Hy Lạp tham chiến trong Thế chiến thứ nhất. Bắt đầu cuộc Đại phân chia Hy Lạp.                                       |
| Alexandros Zaimis Αλέξανδρος Ζαΐμης (9 tháng 11 năm 1855 – 15 tháng 9 năm 1936)               |             | —                                                         | 24 tháng 9 – 25 tháng 10 năm 1915 31 ngày                  |                     | Đảng Thứ ba | |
| Stefanos Skouloudis Στέφανος Σκουλούδης (23 tháng 11 năm 1838 – 20 tháng 9 năm 1936)          |             | Tháng 12 1915                                             | 25 tháng 10 năm 1915 – 9 tháng 6 năm 1916 228 ngày         |                     | Không đảng phái | |
| Alexandros Zaimis Αλέξανδρος Ζαΐμης (9 tháng 11 năm 1855 – 15 tháng 9 năm 1936)               |             | —                                                         | 9 tháng 6 – 3 tháng 9 năm 1916 86 ngày                     |                     | Đảng Thứ ba | |
| Nikolaos Kalogeropoulos Νικόλαος Καλογερόπουλος (23 tháng 7 năm 1851 – 7 tháng 1 năm 1927)    |             | —                                                         | 3 – 27 tháng 9 năm 1916 24 ngày                            |                     | Không đảng phái | Chính phủ "Bảo hoàng" hợp hiến, kiểm soát phần phía Nam Hy Lạp. Đối lập vối họ là Chính phủ Lâm thời Phòng vệ Quốc gia Hy Lạp ở Thessaloniki.                                        |
| Spyridon Lambros Σπυρίδων Λάμπρος (20 tháng 4 năm 1851 – 5 tháng 8 năm 1919)                  |             | —                                                         | 27 tháng 9 năm 1916 – 21 tháng 4 năm 1917 206 ngày         |                     | Không đảng phái | Chính phủ "Bảo hoàng" hợp hiến, kiểm soát phần phía Nam Hy Lạp. Đối lập vối họ là Chính phủ Lâm thời Phòng vệ Quốc gia Hy Lạp ở Thessaloniki.                                        |
| Alexandros Zaimis Αλέξανδρος Ζαΐμης (9 tháng 11 năm 1855 – 15 tháng 9 năm 1936)               |             | —                                                         | 21 tháng 4 – 14 tháng 6 năm 1917 54 ngày                   |                     | Đảng Thứ ba | Chính phủ "Bảo hoàng" hợp hiến, kiểm soát phần phía Nam Hy Lạp. Đối lập vối họ là Chính phủ Lâm thời Phòng vệ Quốc gia Hy Lạp ở Thessaloniki.                                        |
| Eleftherios Venizelos Ελευθέριος Βενιζέλος (23 tháng 4 năm 1864 – 17 tháng 9 năm 1923)        |             | —                                                         | 26 tháng 9 năm 1916 – 14 tháng 6 năm 1917 261 ngày         |                     | Đảng Tự do | Chính phủ Lâm thời Phòng vệ Quốc gia Hi Lạp, kiểm soát Bắc Hy Lạp, quần đảo Aegean và Crete. Được công nhận bởi phe Hiệp ước vào cuối năm 1916. Tham chiến trong Thế chiến thứ nhất. |
| Eleftherios Venizelos Ελευθέριος Βενιζέλος (23 tháng 4 năm 1864 – 17 tháng 9 năm 1923)        | —           | 14 tháng 6 năm 1917 – 4 tháng 11 năm 1920 3 năm, 143 ngày |                                                            | Đảng Tự do          | Konstantínos I thoái vị. Ông kiểm soát toàn bộ Hy Lạp và đưa nước này tham chiến trong Thế chiến tứ nhất theo phe Hiệp ước. | |
| Dimitrios Rallis Δημήτριος Ράλλης (1844 – 5 tháng 8 năm 1921)                                 |             | 1920                                                      | 4 tháng 11 năm 1920 – 24 tháng 1 năm 1921 81 ngày          |                     | Đảng Nhân dân | |
| Nikolaos Kalogeropoulos Νικόλαος Καλογερόπουλος (23 tháng 7 năm 1851 – 7 tháng 1 năm 1927)    |             | —                                                         | 24 tháng 1 – 26 tháng 3 năm 1921 61 ngày                   |                     | Đảng Nhân dân | |
| Dimitrios Gounaris Δημήτριος Γούναρης (5 tháng 1 năm 1867 – 15 tháng 11 năm 1922)             |             | —                                                         | 26 tháng 3 năm 1921 – 3 tháng 5 năm 1922 1 năm, 38 ngày    |                     | Đảng Nhân dân | |
| Nikolaos Stratos Νικόλαος Στράτος (16 tháng 5 năm 1872 – 15 tháng 11 năm 1922)                |             | —                                                         | 3 – 9 tháng 5 năm 1922 6 ngày                              |                     | Đảng Nhân dân | |
| Petros Protopapadakis Πέτρος Πρωτοπαπαδάκης (31 tháng 12 năm 1859 - 15 tháng 11 năm 1922)     |             | —                                                         | 9 tháng 5 – 28 tháng 8 năm 1922 111 ngày                   |                     | Đảng Nhân dân | |
| Nikolaos Triantafyllakos Νικόλαος Τριανταφυλλάκος (8 tháng 11 năm 1855 - 16 tháng 9 năm 1939) |             | —                                                         | 28 tháng 8 – 16 tháng 9 năm 1922 19 ngày                   |                     | Không đảng phái | Quân đội nổi dậy sau thất bại tại Tiểu Á, đứng đầu là các Thượng tá Nikolaos Plastiras và Stylianos Gonatas.                                                                         |
| Anastasios Charalambis Αναστάσιος Χαραλάμπης (22 tháng 9 năm 1862 – 11 tháng 3 năm 1949)      |             | —                                                         | 16 – 17 tháng 9 năm 1922 1 ngày                            |                     | Quân đội | Được bổ nhiệm bởi phong trào 11 tháng 9 năm 1922. Nắm quyền tạm thời cho đến khi Sotirios Krokidas đến Athens.                                                                       |
| Sotirios Krokidas Σωτήριος Κροκιδάς (1852 – 27 tháng 7 năm 1924)                              |             | —                                                         | 17 tháng 9 – 14 tháng 11 năm 1922 58 ngày                  |                     | Không đảng phái | Được bổ nhiệm bởi phong trào 11 tháng 9 năm 1922. Đứng đầu chính phủ tạm quyền dưới sự giám sát của phe quân đội. Từ nhiệm sau vụ Díki ton Éxi.                                      |
| Stylianos Gonatas Στυλιανός Γονατάς (15 tháng 8 năm 1876 – 29 tháng 3 năm 1966)               |             | 1923                                                      | 14 tháng 11 năm 1922 – 11 tháng 1 năm 1924 1 năm, 45 ngày  |                     | Quân đội | Ngày 2 tháng 1 Plastiras chuyển giao quyền lực lại cho Quốc hội và Nội các Gotanas theo đó giải tán. Venizelos trở về và thành lập chính phủ mới.                                    |
| Eleftherios Venizelos Ελευθέριος Βενιζέλος (23 tháng 4 năm 1864 – 17 tháng 9 năm 1923)        |             | —                                                         | 11 tháng 1 – 6 tháng 2 năm 1924 26 ngày                    |                     | Đảng Tự do | |
| Georgios Kafantaris Γεώργιος Καφαντάρης (13 tháng 10 năm 1873 – 28 tháng 8 năm 1946)          |             | —                                                         | 6 tháng 2 – 12 tháng 3 năm 1924 35 ngày                    |                     | Không đảng phái | |

## Đệ Nhị Cộng hòa Hy Lạp (1924–1935)
| Tên (Sinh – mất)                                                                              | Chân dung | Bầu cử    | Nhiệm kỳ làm việc (Thời gian nhiệm kỳ)                     | Đảng phái chính trị | Đảng phái chính trị           | Ghi chú |
| --------------------------------------------------------------------------------------------- | --------- | --------- | ---------------------------------------------------------- | ------------------- | ----------------------------- | --- |
| Alexandros Papanastasiou Αλέξανδρος Παπαναστασίου (8 tháng 7 năm 1876 – 17 tháng 11 năm 1936) |           | —         | 12 tháng 3 – 24 tháng 7 năm 1924 134 ngày                  |                     | Không đảng phái               | Nền Cộng hòa được thành lập ngày 25 tháng 3 năm 1924, sau đó được khẳng định trong cuộc trưng cầu dân ý diễn ra vào ngày 13 tháng 4 cùng năm. Chính phủ liên minh với Đảng Tự do.    |
| Themistoklis Sofoulis Θεμιστοκλής Σοφούλης (24 tháng 11 năm 1860 – 24 tháng 6 năm 1949)       |           | —         | 24 tháng 7 – 7 tháng 10 năm 1924 75 ngày                   |                     | Đảng Tự do                    | |
| Andreas Michalakopoulos Ανδρέας Μιχαλακόπουλος (17 tháng 5 năm 1876 – 7 tháng 3 năm 1938)     |           | —         | 7 tháng 10 năm 1924 – 26 tháng 6 năm 1925 75 ngày          |                     | Đảng Tự do                    | Bị trung tướng Theodoros Pangalos lật đổ ngày 26 tháng 5 năm 1925. |
| Theodoros Pangalos Θεόδωρος Πάγκαλος (11 tháng 1 năm 1878 – 26 tháng 2 năm 1952)              |           | —         | 26 tháng 6 năm 1925 – 19 tháng 7 năm 1926 1 năm, 23 ngày   |                     | Quân đội                      | Thiết lập chế độ độc tài ngày 4 tháng 1 năm 1926. |
| Athanasios Eftaxias Αθανάσιος Ευταξίας (1849 – 5 tháng 2 năm 1931)                            |           | —         | 19 tháng 7 – 23 tháng 8 năm 1926 35 ngày                   |                     | Không đảng phái               | |
| Georgios Kondylis Γεώργιος Κονδύλης (14 tháng 8 năm 1878 – 1 tháng 2 năm 1936)                |           | 1925      | 26 tháng 8 – 4 tháng 12 năm 1926 100 ngày                  |                     | Quân đội                      | Lật đổ nhà độc tài Pangalos sau một cuộc đảo chính đẫm máu. Lên nắm quyền trên thực tế từ 23 tháng 8. Đứng đầu chính phủ tạm quyền.                                                  |
| Alexandros Zaimis Αλέξανδρος Ζαΐμης (9 tháng 11 năm 1855 – 15 tháng 9 năm 1936)               |           | 1926      | 4 tháng 12 năm 1926 – 4 tháng 7 năm 1928 1 năm, 213 ngày   |                     | Không đảng phái               | Thỏa hiệp nhằm chọn ra ứng cử viên đứng đầu "Chính phủ hiệp nhất" sau khi không có đảng nào giành thế đa số trong cuộc bầu cử quốc hội năm 1926. Hiến pháp 1927 được thông qua.      |
| Eleftherios Venizelos Ελευθέριος Βενιζέλος (23 tháng 4 năm 1864 – 17 tháng 9 năm 1923)        |           | 1928      | 4 tháng 7 năm 1928 – 26 tháng 5 năm 1932 3 năm, 327 ngày   |                     | Đảng Tự do                    | |
| Alexandros Papanastasiou Αλέξανδρος Παπαναστασίου (8 tháng 7 năm 1876 – 17 tháng 11 năm 1936) |           | —         | 26 tháng 5 – 5 tháng 6 năm 1932 10 ngày                    |                     | Đảng Nông nghiệp và Công nhân | |
| Eleftherios Venizelos Ελευθέριος Βενιζέλος (23 tháng 4 năm 1864 – 17 tháng 9 năm 1923)        |           | —         | 5 tháng 6 – 4 tháng 11 năm 1932 182 ngày                   |                     | Đảng Tự do                    | |
| Panagis Tsaldaris Παναγής Τσαλδάρης (5 tháng 3 năm 1868 – 17 tháng 5 năm 1936)                |           | 1932      | 4 tháng 11 năm 1932 – 16 tháng 1 năm 1933 73 ngày          |                     | Đảng Nhân dân                 | |
| Eleftherios Venizelos Ελευθέριος Βενιζέλος (23 tháng 4 năm 1864 – 17 tháng 9 năm 1923)        |           | —         | 16 tháng 1 – 6 tháng 3 năm 1933 49 ngày                    |                     | Đảng Tự do                    | |
| Alexandros Othonaios Αλέξανδρος Οθωναίος (1879 – 20 tháng 9 năm 1970)                         |           | —         | 6 – 10 tháng 3 năm 1933 4 ngày                             |                     | Quân đội                      | Người đứng đầu chính phủ chuyển tiếp cho tới khi Panagis Tsaldaris nhậm chức. Ngăn chặn cuộc đảo chính diễn ra vào ngày 6 tháng 3 năm 1933 của phe thân Venizelos.                   |
| Panagis Tsaldaris Παναγής Τσαλδάρης (5 tháng 3 năm 1868 – 17 tháng 5 năm 1936)                |           | 1933 1935 | 10 tháng 3 năm 1933 – 10 tháng 10 năm 1935 2 năm, 214 ngày |                     | Đảng Nhân dân                 | Đàn áp cuộc đảo chính diễn ra vào ngày 1 tháng 3 năm 1935 của phe thân Venizelos. Có xu hướng bảo hoàng sau cuộc đảo chính này. Bị quân đội do Georgios Kondylis đứng đầu đảo chính. |

## Vương quốc Hi Lạp – Nhà Glücksburg tái lập (1935–1974)
| Tên (Sinh – mất)                                                                                     | Chân dung                         | Bầu cử | Nhiệm kỳ làm việc (Thời gian nhiệm kỳ)                     | Đảng phái chính trị | Đảng phái chính trị                                       | Ghi chú |
| --- | --------------------------------- | ------ | ---------------------------------------------------------- | ------------------- | --------------------------------------------------------- | --- |
| Theodoros Pangalos Θεόδωρος Πάγκαλος (11 tháng 1 năm 1878 – 26 tháng 2 năm 1952)                     |                                   | —      | 10 tháng 10 – 30 tháng 11 năm 1935 51 ngày                 |                     | Đảng Cấp tiến Quốc gia                                    | Tham gia đảo chính với sự trợ giúp của các tham mưu trưởng quân đội (Dimitrios Oikonomou, Georgios Reppas và Alexandros Papagos). Trưng cầu dân ý năm 1935 được tổ chức, theo đó chế độ Cộng hòa bị ông bãi bỏ vào ngày 10 tháng 10 năm 1935. Nhiếp chính cho đến khi vua Georgios II trở về vào ngày 3 tháng 11 cùng năm. |
| Konstantinos Demertzis Κωνσταντίνος Δεμερτζής (7 tháng 11 năm 1876 – 13 tháng 4 năm 1936)            |                                   | 1936   | 30 tháng 11 năm 1935 – 12 tháng 4 năm 1936 134 ngày        |                     | Không đảng phái                                           | Ông được vua Georgios II chỉ định đứng đầu chính phủ tạm quyền (với tư cách là một ứng cử viên độc lập, mặc dù ông đang là đảng viên đảng Tư tưởng tự do) cho đến cuộc bầu cử năm 1936. Ngay sau khi bầu cử diễn ra thì ông từ chức, tuy nhiên do đàm phán liên minh thành lập chính phủ đa số thất bại nên ông vẫn được Georgios II bổ nhiệm lại làm Thủ tướng, tuy vậy ông phải trải qua một cuộc bỏ phiếu tín nhiệm của Quốc hội. Tuy nhiên ông mất vì trụy tim trong khi cuộc bỏ phiếu tín nhiệm đang diễn ra. Phó Lãnh tụ Đảng mà ông đang trực thuộc, hiện thời cũng đang làm Phó Thủ tướng Hỵ Lạp là Ioannis Metaxas lên kế nhiệm. |
| Ioannis Metaxas Ιωάννης Μεταξάς (12 tháng 4 năm 1871 – 29 tháng 1 năm 1941)                          |                                   | —      | 12 tháng 4 năm 1936 – 29 tháng 1 năm 1941 4 năm, 291 ngày  |                     | Đảng Tư tưởng Tự do                                       | Quốc hội bị đình chỉ hoạt động. Chế độ độc tài được thiết lập ngày 4 tháng 8 năm 1936. |
| Alexandros Koryzis Αλέξανδρος Κορυζής (1885 – 18 tháng 4 năm 1941)                                   |                                   | —      | 29 tháng 1 – 18 tháng 4 năm 1941 79 ngày                   |                     | Không đảng phái                                           | Được vua Georgios II bổ nhiệm làm Thủ tướng Hy Lạp sau cái chết của Metaxas. Được cho là tự sát bằng súng sau một cuộc thảo luận của chính phủ vào ngày 18 tháng 4 năm 1941. |
| Georgios II của Hy Lạp Γεώργιος Βʹ (19 tháng 7 năm 1890 – 1 tháng 4 năm 1947)                        |                                   | —      | 18 – 21 tháng 4 năm 1941 3 ngày                            |                     | Không đảng phái                                           | Thủ tướng trên thực tế của chính phủ Hy Lạp sau cái chết của Koryzis. Đô đốc Alexandros Sakellariou làm Phó Thủ tướng Hy Lạp từ ngày 20 tháng 4, khi ông vẫn còn là Thủ tướng. |
| Chính quyền cộng tác trong thời gian bị phe Phát xít chiếm đóng (1941–1944)                          |                                   |        |                                                            |                     |                                                           | |
| Georgios Tsolakoglou Γεώργιος Τσολάκογλου (Tháng 4 năm 1886 – 22 tháng 5 năm 1948)                   |                                   | —      | 30 tháng 4 năm 1941 – 2 tháng 12 năm 1942 1 năm, 216 ngày  |                     | Quân đội                                                  | Kí hiệp định đầu hàng quân Đức tại Epirus khi nước này hoàn thành việc đánh chiếm Athens. Thủ tướng đầu tiên của chính quyền cộng tác với phe Phát xít đang chiếm đóng Hy Lạp. Bị cách chức do sự thiếu tin tưởng của phe Trục dành cho ông. |
| Konstantinos Logothetopoulos Κωνσταντίνος Λογοθετόπουλος (1 tháng 8 năm 1878 – 6 tháng 7 năm 1961)   |                                   | —      | 2 tháng 12 năm 1942 – 7 tháng 4 năm 1943 126 ngày          |                     | Không đảng phái                                           | Thủ tướng thứ hai của chính quyền cộng tác với phe Phát xít đang chiếm đóng Hy Lạp. Bị người Đức cách chức vào tháng 4 năm 1943 do ông hoạt động thiếu hiệu quả. |
| Ioannis Rallis Ιωάννης Ράλλης (1878 – 26 tháng 10 năm 1946)                                          |                                   | —      | 7 tháng 4 năm 1943 – 12 tháng 10 năm 1944 1 năm, 188 ngày  |                     | Đảng Nhân dân                                             | Thủ tướng thứ ba của chính quyền cộng tác với phe Phát xít đang chiếm đóng Hy Lạp. |
| Uỷ ban Chính trị Giải phóng Quốc gia ("Chính phủ miền núi") (1944)                                   |                                   |        |                                                            |                     |                                                           | |
| Evripidis Bakirtzis Ευριπίδης Μπακιρτζής (16 tháng 1 năm 1895 – 9 tháng 3 năm 1947)                  |                                   | —      | 10 tháng 3 – 18 tháng 4 năm 1944 39 ngày                   |                     | Đảng Cộng sản                                             | Chủ tịch Uỷ ban Chính trị Giải phóng Quốc gia (PEEA), chính phủ được thành lập trong một số vùng do EAM kiểm soát. |
| Alexandros Svolos Αλέξανδρος Σβώλος (1892 – 22 tháng 2 năm 1956)                                     |                                   | —      | 18 tháng 4 – 2 tháng 9 năm 1944 137 ngày                   |                     | Đảng Xã hội                                               | Chủ tịch Uỷ ban Chính trị Giải phóng Quốc gia (PEEA), chính phủ được thành lập trong một số vùng do EAM kiểm soát. |
| Chính phủ Hi Lạp lưu vong tại Cairo (1941–1944)                                                      |                                   |        |                                                            |                     |                                                           | |
| Emmanouil Tsouderos Εμμανουήλ Τσουδερός (19 tháng 7 năm 1882 – 10 tháng 2 năm 1956)                  |                                   | —      | 21 tháng 4 năm 1941 – 14 tháng 4 năm 1944 2 năm, 359 ngày  |                     | Không đảng phái                                           | Được vua Georgios II đề nghị và sau đó lên làm Thủ tướng Hy Lạp sau cái chết của Koryzis. Ngày 23 tháng 4 năm 1941 ông cùng chính phủ di tản đến đảo Crete, rồi sau đó một tháng là đến Cairo, đứng đầu chính phủ Hy Lạp lưu vong tại đây (sau một khoảng thời gian ban đầu chính phủ đặt trụ sở chính tại Luân Đôn). |
| Sofoklis Venizelos Σοφοκλής Βενιζέλος (3 tháng 11 năm 1894 – 7 tháng 2 năm 1964)                     |                                   | —      | 14 – 26 tháng 4 năm 1944 12 ngày                           |                     | Đảng Tự do                                                | Đứng đầu chính phủ Hy Lạp lưu vong tại Cairo. |
| Georgios Papandreou Γεώργιος Παπανδρέου (13 tháng 2 năm 1888 – 1 tháng 11 năm 1968)                  |                                   | —      | 26 tháng 4 – 18 tháng 10 năm 1944 175 ngày                 |                     | Đảng Dân chủ Xã hội                                       | Đứng đầu chính phủ Hy Lạp lưu vong tại Cairo. PEEA sát nhập vào tháng 5 năm 1944 sau hội nghị Liban và sau đó thành lập chính phủ đoàn kết dân tộc. |
| Chính phủ Hy Lạp (Tái lập)                                                                           |                                   |        |                                                            |                     |                                                           | |
| Georgios Papandreou Γεώργιος Παπανδρέου (13 tháng 2 năm 1888 – 1 tháng 11 năm 1968)                  |                                   | —      | 18 tháng 10 năm 1944 – 3 tháng 1 năm 1945 77 ngày          |                     | Đảng Dân chủ Xã hội                                       | Trở về Athens ngày 18 tháng 10 năm 1944. Từ chức khi sự kiện Dekemvriana đang diễn ra. |
| Nikolaos Plastiras Νικόλαος Πλαστήρας (4 tháng 11 năm 1883 – 26 tháng 7 năm 1953)                    |                                   | —      | 3 tháng 1 – 8 tháng 4 năm 1945 95 ngày                     |                     | Không đảng phái (Thân với Đảng Tự do)                     | Từ chức do bị rò rỉ một bản sao lá thư yêu cầu Đức là trung gian hòa đàm nhằm giải quyết các cuộc xung đột vũ trang giữa chính phủ Hy Lạp lưu vong được Anh bảo trợ và một só phe nhóm du kích vũ trang. |
| Petros Voulgaris Πέτρος Βούλγαρης (13 tháng 9 năm 1883 – 26 tháng 11 năm 1957)                       |                                   | —      | 8 tháng 4 – 17 tháng 10 năm 1945 192 ngày                  |                     | Quân đội                                                  | Được Tổng giám mục Athens là Damaskinos bầu lên giữ chức thay cho Plastiras. |
| Tổng giám mục Damaskinos Αρχιεπίσκοπος Δαμασκηνός (13 tháng 9 năm 1883 – 26 tháng 11 năm 1957)       |                                   | —      | 17 tháng 10 – 1 tháng 11 năm 1945 15 ngày                  |                     | Không đảng phái                                           | |
| Panagiotis Kanellopoulos Παναγιώτης Κανελλόπουλος (13 tháng 9 năm 1883 – 26 tháng 11 năm 1957)       |                                   | —      | 1 – 22 tháng 11 năm 1945 20 ngày                           |                     | Đảng Liên minh Quốc gia                                   | Từ chức do sự can thiệp của Anh với một loạt đề xuất cũng như hành động thúc giục Hy Lạp bầu cử trước tháng 3 năm 1946. |
| Themistoklis Sofoulis Θεμιστοκλής Σοφούλης (24 tháng 11 năm 1860 – 24 tháng 6 năm 1949)              |                                   | —      | 22 tháng 11 năm 1945 – 4 tháng 4 năm 1946 133 ngày         |                     | Đảng Tự do                                                | |
| Panagiotis Poulitsas Παναγιώτης Πουλίτσας (9 tháng 9 năm 1881 – 16 tháng 1 năm 1968)                 |                                   | —      | 4 – 18 tháng 4 năm 1946 14 ngày                            |                     | Không đảng phái                                           | Chính phủ tạm quyền. |
| Konstantinos Tsaldaris Παναγιώτης Πουλίτσας (9 tháng 9 năm 1881 – 16 tháng 1 năm 1968)               |                                   | 1946   | 18 tháng 4 năm 1946 – 24 tháng 1 năm 1947 281 ngày         |                     | Đảng Nhân dân                                             | Bổ nhiệm bởi Tổng giám mục Damaskinos với tư cách là người thắng cử trong cuộc bầu cử quốc hội năm 1946, ngày 2 tháng 10 năm 1946 được vua Georgios II bổ nhiệm trở lại. |
| Dimitrios Maximos Δημήτριος Μάξιμος (1884 – 15 tháng 11 năm 1970)                                    |                                   | —      | 24 tháng 1 – 29 tháng 8 năm 1947 217 ngày                  |                     | Đảng Nhân dân                                             | Là Thủ tướng không từ đại biểu quốc hội, đứng đầu chính phủ liên minh. |
| Konstantinos Tsaldaris Παναγιώτης Πουλίτσας (9 tháng 9 năm 1881 – 16 tháng 1 năm 1968)               |                                   | —      | 29 tháng 8 – 7 tháng 9 năm 1947 9 ngày                     |                     | Đảng Nhân dân                                             | |
| Themistoklis Sofoulis Θεμιστοκλής Σοφούλης (24 tháng 11 năm 1860 – 24 tháng 6 năm 1949)              |                                   | —      | 7 tháng 9 năm 1947 – 24 tháng 6 năm 1949 1 năm, 290 ngày   |                     | Đảng Tự do                                                | Làm Thủ tướng trong 4 nhiệm kỳ liên tiếp , đứng đầu nội các liên hiệp giữa các đảng theo đường lối trung dung và cánh hữu. |
| Chính phủ Dân chủ Lâm thời (1947–1950)                                                               |                                   |        |                                                            |                     |                                                           | |
| Markos Vafeiadis Μάρκος Βαφειάδης (28 tháng 1 năm 1906 – 22 tháng 2 năm 1992)                        |                                   | —      | 24 tháng 12 năm 1947 – 7 tháng 2 năm 1949 1 năm, 45 ngày   |                     | Đảng Cộng sản                                             | Đứng đầu Chính phủ Dân chủ Lâm thời, chính phủ Cộng sản đối lập với chính phủ ở thủ đô Athens trong thời kỳ Nội chiến Hy Lạp. Bị đánh bại và thành lập chính phủ lưu vong từ 28 tháng 8 năm 1949. |
| Nikos Zachariadis Νίκος Ζαχαριάδης (27 tháng 4 năm 1903 – 1 tháng 8 năm 1973)                        |                                   | —      | 7 tháng 2 – 3 tháng 4 năm 1949 55 ngày                     |                     | Đảng Cộng sản                                             | Đứng đầu Chính phủ Dân chủ Lâm thời, chính phủ Cộng sản đối lập với chính phủ ở thủ đô Athens trong thời kỳ Nội chiến Hy Lạp. Bị đánh bại và thành lập chính phủ lưu vong từ 28 tháng 8 năm 1949. |
| Dimitrios Partsalidis Νίκος Ζαχαριάδης (27 tháng 4 năm 1903 – 1 tháng 8 năm 1973)                    |                                   | —      | 3 tháng 4 năm 1949 – Tháng 10 năm 1950 1 năm, 181 ngày     |                     | Đảng Cộng sản                                             | Đứng đầu Chính phủ Dân chủ Lâm thời, chính phủ Cộng sản đối lập với chính phủ ở thủ đô Athens trong thời kỳ Nội chiến Hy Lạp. Bị đánh bại và thành lập chính phủ lưu vong từ 28 tháng 8 năm 1949. |
| Chính phủ Hy Lạp (ở Athens)                                                                          |                                   |        |                                                            |                     |                                                           | |
| Alexandros Diomidis Αλέξανδρος Διομήδης (3 tháng 1 năm 1875 – 11 tháng 11 năm 1950)                  |                                   | —      | 30 tháng 6 năm 1949 – 6 tháng 1 năm 1950 190 ngày          |                     | Đảng Tự do                                                | Thủ tướng tạm quyền từ 24 tháng 6, đứng đầu nội các liên hiệp giữa các đảng theo đường lối trung dung và cánh hữu. |
| Ioannis Theotokis Ιωάννης Θεοτόκης (5 tháng 9 năm 1880 – 6 tháng 6 năm 1961)                         |                                   | —      | 6 tháng 1 – 23 tháng 3 năm 1950 76 ngày                    |                     | Đảng Nhân dân                                             | Được nhà vua ủy quyền đứng đầu chính phủ tạm quyền. |
| Sofoklis Venizelos Σοφοκλής Βενιζέλος (3 tháng 11 năm 1894 – 7 tháng 2 năm 1964)                     |                                   | 1950   | 23 tháng 3 – 15 tháng 4 năm 1950 23 ngày                   |                     | Đảng Tự do                                                | |
| Nikolaos Plastiras Νικόλαος Πλαστήρας (4 tháng 11 năm 1883 – 26 tháng 7 năm 1953)                    |                                   | —      | 15 tháng 4 – 21 tháng 8 năm 1950 128 ngày                  |                     | Liên minh Trung tả Cấp tiến Quốc gia                      | |
| Sofoklis Venizelos Σοφοκλής Βενιζέλος (3 tháng 11 năm 1894 – 7 tháng 2 năm 1964)                     |                                   | 1951   | 21 tháng 8 năm 1950 – 27 tháng 10 năm 1951 1 năm, 67 ngày  |                     | Đảng Tự do                                                | |
| Nikolaos Plastiras Νικόλαος Πλαστήρας (4 tháng 11 năm 1883 – 26 tháng 7 năm 1953)                    |                                   | —      | 27 tháng 10 năm 1951 – 11 tháng 10 năm 1952 350 ngày       |                     | Liên minh Trung tả Cấp tiến Quốc gia                      | |
| Dimitrios Kiousopoulos Δημήτριος Κιουσόπουλος (1892 – 20 tháng 1 năm 1977)                           |                                   | —      | 11 tháng 10 – 19 tháng 11 năm 1952 39 ngày                 |                     | Không đảng phái                                           | Đứng đầu chính phủ tạm quyền. |
| Alexandros Papagos Δημήτριος Κιουσόπουλος (9 tháng 12 năm 1883 – 4 tháng 10 năm 1955)                |                                   | 1952   | 19 tháng 11 năm 1952 – 4 tháng 10 năm 1955 2 năm, 319 ngày |                     | Đảng Mặt trận Hy Lạp                                      | Mất trong khi tại nhiệm. |
| Konstantinos Karamanlis Κωνσταντίνος Καραμανλής (8 tháng 3 năm 1907 – 23 tháng 4 năm 1998)           |                                   | 1956   | 6 tháng 10 năm 1955 – 5 tháng 3 năm 1958 2 năm, 150 ngày   |                     | Đảng Mặt trận Hy Lạp/Liên minh Cấp tiến Quốc gia          | |
| Konstantinos Georgakopoulos Κωνσταντίνος Γεωργακόπουλος (26 tháng 12 năm 1890 – 26 tháng 7 năm 1973) |                                   | —      | 5 tháng 3 – 17 tháng 5 năm 1958 73 ngày                    |                     | Không đảng phái                                           | Đứng đầu chính phủ tạm quyền. |
| Konstantinos Karamanlis Κωνσταντίνος Καραμανλής (8 tháng 3 năm 1907 – 23 tháng 4 năm 1998)           |                                   | 1958   | 17 tháng 5 năm 1958 – 20 tháng 9 năm 1961 3 năm, 126 ngày  |                     | Liên minh Cấp tiến Quốc gia                               | |
| Konstantinos Dovas Κωνσταντίνος Δόβας (26 tháng 12 năm 1890 – 26 tháng 7 năm 1973)                   |                                   | —      | 20 tháng 9 – 4 tháng 11 năm 1961 45 ngày                   |                     | Không đảng phái                                           | Đứng đầu chính phủ tạm quyền. |
| Konstantinos Karamanlis Κωνσταντίνος Καραμανλής (8 tháng 3 năm 1907 – 23 tháng 4 năm 1998)           |                                   | 1961   | 4 tháng 11 năm 1961 – 17 tháng 6 năm 1963 1 năm, 215 ngày  |                     | Liên minh Cấp tiến Quốc gia                               | |
| Panagiotis Pipinelis Παναγιώτης Πιπινέλης (21 tháng 3 năm 1899 – 19 tháng 7 năm 1970)                |                                   | —      | 19 tháng 6 – 28 tháng 9 năm 1963 101 ngày                  |                     | Liên minh Cấp tiến Quốc gia                               | |
| Stylianos Mavromichalis Στυλιανός Μαυρομιχάλης (1899 – 29 tháng 10 năm 1981)                         |                                   | —      | 28 tháng 9 – 8 tháng 11 năm 1963 41 ngày                   |                     | Không đảng phái                                           | Đứng đầu chính phủ tạm quyền. |
| Georgios Papandreou Γεώργιος Παπανδρέου (13 tháng 2 năm 1888 – 1 tháng 11 năm 1968)                  |                                   | 1963   | 8 tháng 11 – 31 tháng 12 năm 1963 53 ngày                  |                     | Liên minh Trung dung                                      | |
| Ioannis Paraskevopoulos Ιωάννης Παρασκευόπουλος (25 tháng 12 năm 1900 – 8 tháng 4 năm 1984)          |                                   | —      | 31 tháng 12 năm 1963 – 18 tháng 2 năm 1964 49 ngày         |                     | Không đảng phái                                           | Đứng đầu chính phủ tạm quyền. |
| Georgios Papandreou Γεώργιος Παπανδρέου (13 tháng 2 năm 1888 – 1 tháng 11 năm 1968)                  |                                   | 1964   | 18 tháng 2 năm 1964 – 15 tháng 7 năm 1965 1 năm, 147 ngày  |                     | Liên minh Trung dung                                      | |
| Georgios Athanasiadis-Novas Γεώργιος Αθανασιάδης-Νόβας (9 tháng 2 năm 1893 – 10 tháng 8 năm 1987)    |                                   | —      | 15 tháng 7 – 20 tháng 8 năm 1965 36 ngày                   |                     | Không đảng phái (thành viên cũ Đảng Liên minh Trung dung) | Thất bại trong việc bỏ phiếu bất tín nhiệm nội các của mình trong sự kiện "Kẻ phản bội 1965" |
| Ilias Tsirimokos Ηλίας Τσιριμώκος (26 tháng 4 năm 1907 – 13 tháng 7 năm 1968)                        |                                   | —      | 20 tháng 8 – 17 tháng 9 năm 1965 28 ngày                   |                     | Không đảng phái (thành viên cũ Đảng Liên minh Trung dung) | Thất bại trong việc bỏ phiếu bất tín nhiệm nội các của mình trong sự kiện "Kẻ phản bội 1965" |
| Stefanos Stefanopoulos Στέφανος Στεφανόπουλος (3 tháng 7 năm 1898 – 4 tháng 10 năm 1982)             |                                   | —      | 17 tháng 9 năm 1965 – 22 tháng 12 năm 1966 1 năm, 96 ngày  |                     | Đảng Trung dung Tự do Dân chủ                             | Thất bại trong việc bỏ phiếu bất tín nhiệm nội các của mình trong sự kiện "Kẻ phản bội 1965" |
| Ioannis Paraskevopoulos Ιωάννης Παρασκευόπουλος (25 tháng 12 năm 1900 – 8 tháng 4 năm 1984)          |                                   | —      | 22 tháng 12 năm 1966 – 3 tháng 4 năm 1967 102 ngày         |                     | Không đảng phái                                           | Đứng đầu chính phủ tạm quyền. |
| Panagiotis Kanellopoulos Παναγιώτης Κανελλόπουλος (13 tháng 9 năm 1883 – 26 tháng 11 năm 1957)       |                                   | —      | 3 – 21 tháng 4 năm 1967 18 ngày                            |                     | Liên minh Cấp tiến Quốc gia                               | Đứng đầu chính phủ tạm quyền. |
| Chính phủ quân quản Hy Lạp (1967–1974)                                                               |                                   |        |                                                            |                     |                                                           | |
| Constantine Kollias Κωνσταντίνος Κόλλιας (1901 – 13 tháng 7 năm 1998)                                |                                   | —      | 21 tháng 4 – 13 tháng 12 năm 1967 236 ngày                 |                     | Không đảng phái                                           | Bổ nhiệm sau sự thỏa hiệp của vua Konstantinos II và các tướng lĩnh quân đội. Bị các tướng lĩnh hạ bệ do có tham gia vào vụ đảo chính của vua Konstantinos II. |
| Georgios Papadopoulos Γεώργιος Παπαδόπουλος (5 tháng 5 năm 1919 – 27 tháng 6 năm 1999)               | Tập tin:Georgios Papadopoulos.jpg | —      | 13 tháng 12 năm 1967 – 8 tháng 10 năm 1973 5 năm, 360 ngày |                     | Quân đội                                                  | Lên nắm quyền Thủ tướng sau vụ đảo chính bất thành ngày 13 tháng 12 năm 1967. Nền quân chủ Hy Lạp chấm dứt vào tháng 6 năm 1973 (trưng cầu dân ý ngày 29 tháng 7 cùng năm) và nền cộng hòa tổng thống được tuyên bố thành lập (ông tự tuyên bố mình trở thành tổng thống) |
| Spyros Markezinis Σπυρίδων Μαρκεζίνης (22 tháng 4 năm 1909 – 4 tháng 1 năm 2000)                     |                                   | —      | 8 tháng 10 – 25 tháng 11 năm 1973 48 ngày                  |                     | Đảng Cấp tiến                                             | Bị hạ bệ sau cuộc đảo chính của Dimitrios Ioannidis. |
| Adamantios Androutsopoulos Αδαμάντιος Ανδρουτσόπουλος (20 tháng 8 năm 1919 – 10 tháng 11 năm 2000)   |                                   | —      | 25 tháng 11 năm 1973 – 23 tháng 7 năm 1974 240 ngày        |                     | Không đảng phái                                           | Được bổ nhiệm bởi phe thân quân đội mới của Dimitrios Ioannidis |

## Đệ tam Cộng hòa Hy Lạp (1974 – nay)
| Tên (Sinh – mất)                                                                            | Chân dung | Bầu cử               | Nhiệm kỳ làm việc    | Nhiệm kỳ làm việc             | Nhiệm kỳ làm việc  | Đảng | Đảng            | Nội các (Thành phần đảng)                         | Ghi chú |
| Tên (Sinh – mất)                                                                            | Chân dung | Bầu cử               | Nhận nhiệm sở        | Rời nhiệm sở                  | Thời gian tại chức | Đảng | Đảng            | Nội các (Thành phần đảng)                         | Ghi chú |
| ------------------------------------------------------------------------------------------- | --------- | -------------------- | -------------------- | ----------------------------- | ------------------ | ---- | --------------- | ------------------------------------------------- | --- |
| Konstantinos Karamanlis Κωνσταντίνος Καραμανλής (8 tháng 3 năm 1907 – 23 tháng 4 năm 1998)  |           | —                    | 24 tháng 7 năm 1974  | 21 tháng 11 năm 1974          | 5 năm, 291 ngày    |      | Tân Dân chủ     | Chính phủ Liên hiệp (ND–EK–ND)                    | Chế độ độc tài quân sự sụp đổ, nền cộng hòa nghị viện được thiết lập trở lại, trưng cầu dân ý ngày 13 tháng 12 năm 1974. Hiến pháp mới được ban hành. |
| Konstantinos Karamanlis Κωνσταντίνος Καραμανλής (8 tháng 3 năm 1907 – 23 tháng 4 năm 1998)  | 1974      | 21 tháng 11 năm 1974 | 28 tháng 11 năm 1977 | K. G. Karamanlis V/VI         | 5 năm, 291 ngày    |      | Tân Dân chủ     |                                                   | Chế độ độc tài quân sự sụp đổ, nền cộng hòa nghị viện được thiết lập trở lại, trưng cầu dân ý ngày 13 tháng 12 năm 1974. Hiến pháp mới được ban hành. |
| Konstantinos Karamanlis Κωνσταντίνος Καραμανλής (8 tháng 3 năm 1907 – 23 tháng 4 năm 1998)  | 1978      | 28 tháng 11 năm 1977 | 10 tháng 5 năm 1980  | K. G. Karamanlis VI/VII       | 5 năm, 291 ngày    |      | Tân Dân chủ     |                                                   | Chế độ độc tài quân sự sụp đổ, nền cộng hòa nghị viện được thiết lập trở lại, trưng cầu dân ý ngày 13 tháng 12 năm 1974. Hiến pháp mới được ban hành. |
| Georgios Rallis Γεώργιος Ράλλης (26 tháng 12 năm 1918 – 15 tháng 3 năm 2006)                |           | —                    | 10 tháng 5 năm 1980  | 21 tháng 10 năm 1981          | 1 năm, 164 ngày    |      | Tân Dân chủ     | Rallis                                            | Kế nhiệm Karmanlis, người từ chức để trở thành Tổng thống. |
| Andreas Papandreou Ανδρέας Παπανδρέου (5 tháng 2 năm 1919 – 23 tháng 6 năm 1996)            |           | 1981                 | 21 tháng 10 năm 1981 | 5 tháng 6 năm 1985            | 7 năm, 254 ngày    |      | PASOK           | A. Papandreou I                                   | Hiến pháp sửa đổi 1985 giới hạn thêm quyền lực của Tổng thống. |
| Andreas Papandreou Ανδρέας Παπανδρέου (5 tháng 2 năm 1919 – 23 tháng 6 năm 1996)            | 1985      | 5 tháng 6 năm 1985   | 2 tháng 7 năm 1989   | A. Papandreou II              | 7 năm, 254 ngày    |      | PASOK           |                                                   | Hiến pháp sửa đổi 1985 giới hạn thêm quyền lực của Tổng thống. |
| Tzannis Tzannetakis Τζαννής Τζαννετάκης (13 tháng 9 năm 1927 – 1 tháng 4 năm 2010)          |           | Tháng 6 1989         | 2 tháng 7 năm 1989   | 12 tháng 10 năm 1989          | 102 ngày           |      | Tân Dân chủ     | Tzannetakis (ND–Syn)                              | |
| Ioannis Grivas Ιωάννης Γρίβας (23 tháng 2 năm 1923 – 27 tháng 11 năm 2016)                  |           | —                    | 12 tháng 10 năm 1989 | 23 tháng 11 năm 1989          | 42 ngày            |      | Không đảng phái | Ioannis Grivas Tạm quyền                          | Đứng đầu nội các tạm quền. |
| Xenophon Zolotas Ξενοφών Ζολώτας (26 tháng 4 năm 1904 – 10 tháng 6 năm 2004)                |           | Tháng 11 1989        | 23 tháng 11 năm 1989 | 11 tháng 4 năm 1990           | 139 ngày           |      | Không đảng phái | Nội các Liên hiệp Zolotas (ND–PASOK–Syn)          | Đứng đầu chính phủ liên hiệp. Nội các Liên hiệp này trở thành nội các tạm quyền vào ngày 13 tháng 2 năm 1990 do phần lớn các đại biểu rời khỏi nội các mới này. |
| Konstantinos Mitsotakis Κωνσταντίνος Μητσοτάκης (26 tháng 4 năm 1904 – 29 tháng 5 năm 2017) |           | 1990                 | 18 tháng 10 năm 1918 | 13 tháng 10 năm 1993          | 3 năm, 185 ngày    |      | Tân Dân chủ     | Mitsotakis                                        | Từ chức do George Sympilidis rời đảng, do đó nội các mất thế đa số ở Quốc hội. |
| Andreas Papandreou Ανδρέας Παπανδρέου (5 tháng 2 năm 1919 – 23 tháng 6 năm 1996)            |           | 1993                 | 13 tháng 10 năm 1993 | 22 tháng 1 năm 1996           | 2 năm, 101 ngày    |      | PASOK           | A. Papandreou III                                 | Từ nhiệm vì sức khỏe yếu. Mất không lâu sau đó. |
| Konstantinos Simitis Κώστας Σημίτης (sinh 23 tháng 6 năm 1936 – 5 tháng 1 năm 2025)         |           | —                    | 22 tháng 1 năm 1996  | 25 tháng 9 năm 1996           | 8 năm, 255 ngày    |      | PASOK           | Simitis I                                         | Nhậm chức thay cho thủ tướng tiền nhiệm đang đau ốm. Hiến pháp sửa đổi năm 2001 |
| Konstantinos Simitis Κώστας Σημίτης (sinh 23 tháng 6 năm 1936 – 5 tháng 1 năm 2025)         | 1996      | 25 tháng 9 năm 1996  | 13 tháng 4 năm 2000  | Simitis II                    | 8 năm, 255 ngày    |      | PASOK           |                                                   | Nhậm chức thay cho thủ tướng tiền nhiệm đang đau ốm. Hiến pháp sửa đổi năm 2001 |
| Konstantinos Simitis Κώστας Σημίτης (sinh 23 tháng 6 năm 1936 – 5 tháng 1 năm 2025)         | 2000      | 13 tháng 4 năm 2000  | 10 tháng 3 năm 2004  | Simitis III                   | 8 năm, 255 ngày    |      | PASOK           |                                                   | Nhậm chức thay cho thủ tướng tiền nhiệm đang đau ốm. Hiến pháp sửa đổi năm 2001 |
| Konstantinos A. Karamanlis Κωνσταντίνος Α. Καραμανλής (sinh 14 tháng 9 năm 1956)            |           | 2004                 | 10 tháng 3 năm 2004  | 17 tháng 9 năm 2007           | 5 năm, 210 ngày    |      | Tân Dân chủ     | Konstantinos A. Karamanlis I                      | Hiến pháp sửa đổi năm 2008 |
| Konstantinos A. Karamanlis Κωνσταντίνος Α. Καραμανλής (sinh 14 tháng 9 năm 1956)            | 2008      | 17 tháng 9 năm 2007  | 6 tháng 10 năm 2009  | Konstantinos A. Karamanlis II | 5 năm, 210 ngày    |      | Tân Dân chủ     |                                                   | Hiến pháp sửa đổi năm 2008 |
| Georgios A. Papandreou Γεώργιος Α. Παπανδρέου (sinh 16 tháng 6 năm 1952)                    |           | 2009                 | 6 tháng 10 năm 2009  | 11 tháng 11 năm 2011          | 2 năm, 36 ngày     |      | PASOK           | Georgios Papandreou                               | Từ chức để mở đường thành lập nội các mới. |
| Lucas Papademos Λουκάς Παπαδήμος (sinh 11 tháng 10 năm 1947)                                |           | —                    | 11 tháng 11 năm 2011 | 16 tháng 5 năm 2012           | 177 ngày           |      | Không đảng phái | Lucas Papademos Liên minh Nội các (ND–PASOK–LAOS) | Nội các mới được thành lập để xử lý cuộc khủng hoảng nợ công Hy Lạp 2010 – 2012. |
| Panagiotis Pikrammenos Παναγιώτης Πικραμμένος (sinh 26 tháng 7 năm 1945)                    |           | Tháng 5 2012         | 16 tháng 5 năm 2012  | 20 tháng 6 năm 2012           | 45 ngày            |      | Không đảng phái | Panagiotis Pikrammenos Tạm quyền                  | Nội các tạm quyền được thành lập sau thất bại trong việc thành lập liên minh nội các. |
| Antonis Samaras Αντώνης Σαμαράς (sinh 23 tháng 5 năm 1951)                                  |           | Tháng 6 2012         | 20 tháng 6 năm 2012  | 26 tháng 1 năm 2015           | 2 năm, 220 ngày    |      | Tân Dân chủ     | Antonis Samaras (ND–PASOK–DIMAR–SNE)              | |
| Alexis Tsipras Αλέξης Τσίπρας (sinh 28 tháng 7 năm 1974)                                    |           | Tháng 1 2015         | 26 tháng 1 năm 2015  | 27 tháng 8 năm 2015           | 213 ngày           |      | SYRIZA          | Tsipras I (SYRIZA–ANEL–OP)                        | Được bầu vì các tuyên bố chống chính sách thắt lưng buộc bụng. Từ chức do bạo loạn với một số thành viên đảng SYRIZA chống thỏa thuận về gói cứu trợ thứ ba của Liên minh châu Âu cho chính phủ Hy Lạp đã đạt được vào ngày 12 tháng 7 năm 2015, mặc dù đã có trưng cầu dân ý về việc nhận gói cứu trợ trước đó. |
| Vassiliki Thanou-Christophilou Βασιλική Θάνου-Χριστοφίλου (sinh 3 tháng 11 năm 1950)        |           | —                    | 27 tháng 8 năm 2015  | 21 tháng 9 năm 2015           | 25 ngày            |      | Không đảng phái | Thanou-Christophilou Tạm quyền                    | Thống đốc Toà án Tối cao Hy Lạp. Đứng đầu nội các tạm quyền. |
| Alexis Tsipras Αλέξης Τσίπρας (sinh 28 tháng 7 năm 1974)                                    |           | Tháng 9 2015         | 21 tháng 9 năm 2015  | 8 tháng 7 năm 2019            | 3 năm, 290 ngày    |      | SYRIZA          | Tsipras II (SYRIZA–ANEL–OP)                       | Được tái đắc cử sau khi bị buộc phải từ nhiệm. Quốc hội chấp thuận thêm 50 ghế bầu cử, tuổi bầu cử giảm xuống còn 17 tuổi. |
| Kyriakos Mitsotakis Κυριάκος Μητσοτάκης (sinh 4 tháng 3 năm 1968)                           |           | 2019                 | 8 tháng 7 năm 2019   | 25 tháng 5 năm 2023           | 3 năm, 321 ngày    |      | Tân Dân chủ     | K. Mitsotakis I                                   | |
| Ioannis Sarmas Ιωάννης Σαρμάς (sinh 27 tháng 3 năm 1957)                                    |           | Tháng 5 2023         | 25 tháng 5 năm 2023  | 26 tháng 6 năm 2023           | 32 ngày            |      | Không đảng phái | Ioannis Sarmas Tạm quyền                          | Thống đốc Tòa án Kiểm toán Hy Lạp. Đứng đầu nội các tạm quyền. |
| Kyriakos Mitsotakis Κυριάκος Μητσοτάκης (sinh 4 tháng 3 năm 1968)                           |           | Tháng 6 2023         | 26 tháng 6 năm 2023  | Tại nhiệm                     | 1 năm, 272 ngày    |      | Tân Dân chủ     | K. Mitsotakis II                                  | |

1. ↑  Cho đến ngày 10 tháng 2 năm 2012
2. ↑  Cho đến ngày 21 tháng 6 năm 2013.
3. ↑  Cho đến ngày 10 tháng 6 năm 2014.